# アルボワ
アルボワ （Arbois）は、フランス、ブルゴーニュ＝フランシュ＝コンテ地域圏、ジュラ県のコミューン。

## 地理

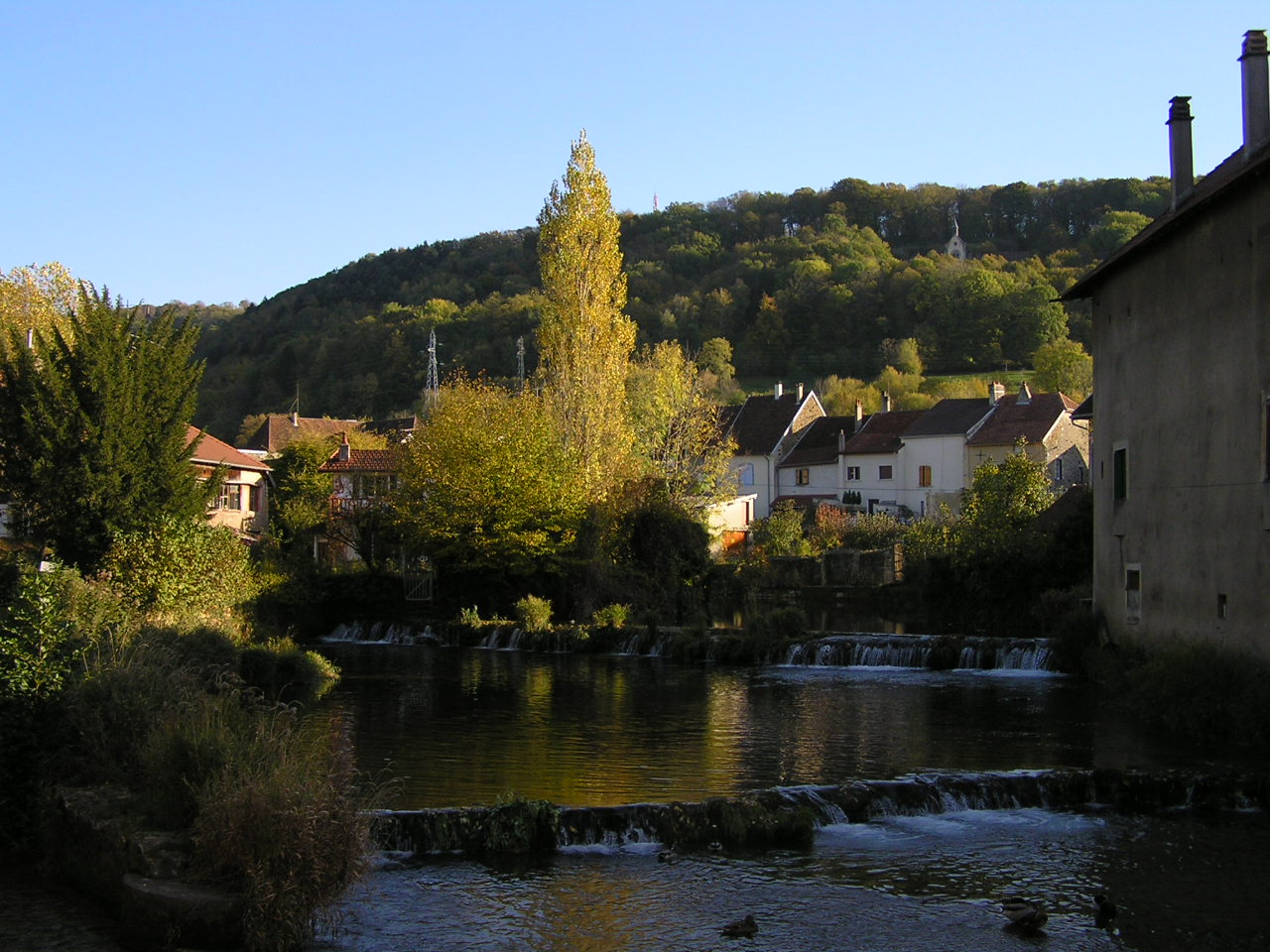
キュイザンス川

アルボワは典型的なルヴルモン地方の風景を持っている。平野はむしろ一区画が中規模の穀物型農業が占めている。丘のふもとは主に酪農用の小さな生垣に囲まれた牧草地となっている。同じ地域でブドウも栽培されている。丘の斜面の残りは小区画のブドウ畑が占め、いくつかの牧草地が点在する。丘陵の頂上と高原は森に覆われている。
ルヴルモン地方の一部でありジュラ最初の高原地帯であるアルボワをキュイザンス川が横切る。アルボワの盲谷がキュイザンス川の水源である。ジュラ高原最初の丘陵地帯はブドウ畑に捧げられており、高原のてっぺんや太陽の恩恵を受ける谷の斜面は森で覆われている。
町はドル、ブザンソン、ロン＝ル＝ソーニエから車で40分である。10分で、TGV路線が停車するムシャール駅が見つかる。鉄道で1時間30分でジュネーヴへ、1時間45分でリヨンへ着く。TERフランシュ＝コンテの路線はアルボワ駅を利用する。アルボワ空港は、利用制限付き滑走路を持つ。
アルボワは、極度に寒くならない冬と温帯性の温かい夏が特徴の、大陸性気候の恩恵を受けている。降水量は比較的多い（国内平均が900mmのところ、アルボワは1350mm）。ブドウ畑が証明しているように、ルエ川とドゥー川はかなり遠く離れているので冬に発生する霧の広がりは制限されるし、小河川であるキュイザンス川の影響は小さい。

## 歴史
アルボワの町の起源は古代にさかのぼるが、時代を確定するのは困難である。しかし、アルボワで生産されるワインがローマ人たちに知られていたことは証明されている。
- 1260年代まで、アルボワはヴィッラがあるだけか、防衛設備のない町だった。続く10年間で町は城壁に囲まれた。
- 1674年、ルイ14世によるフランシュ＝コンテ占領にともない、アルボワは城壁のない町になった。
- 1834年4月13日、アルボワはカニュ反乱（fr）を支持して共和国を宣言した[2]。

## 人口統計
| 1962年 | 1968年 | 1975年 | 1982年 | 1990年 | 1999年 | 2006年 | 2014年 |
| ------ | ------ | ------ | ------ | ------ | ------ | ------ | ------ |
| 3960   | 4209   | 4089   | 3998   | 3900   | 3698   | 3509   | 3463   |

参照元:1962年から1999年までは複数コミューンに住所登録をする者の重複分を除いたもの。それ以降は当該コミューンの人口統計によるもの。1999年までEHESS/Cassini、2006年以降INSEE。

## 史跡
- サン・ジュスト教会 - 12世紀。16世紀、18世紀に再建。町の守護聖人、聖ジュストに捧げられた。歴史的記念物指定[6]
- シャトー・ボンタン - 15世紀。歴史的記念物指定[7]
- シャトー・ペコー - 16世紀。現在はワイン博物館。歴史的記念物指定[8]
- グロリエット塔 - 16世紀。歴史的記念物[9]
- 旧ウルスラ会修道院 - 18世紀。現在コミューン庁舎。歴史的記念物[10]

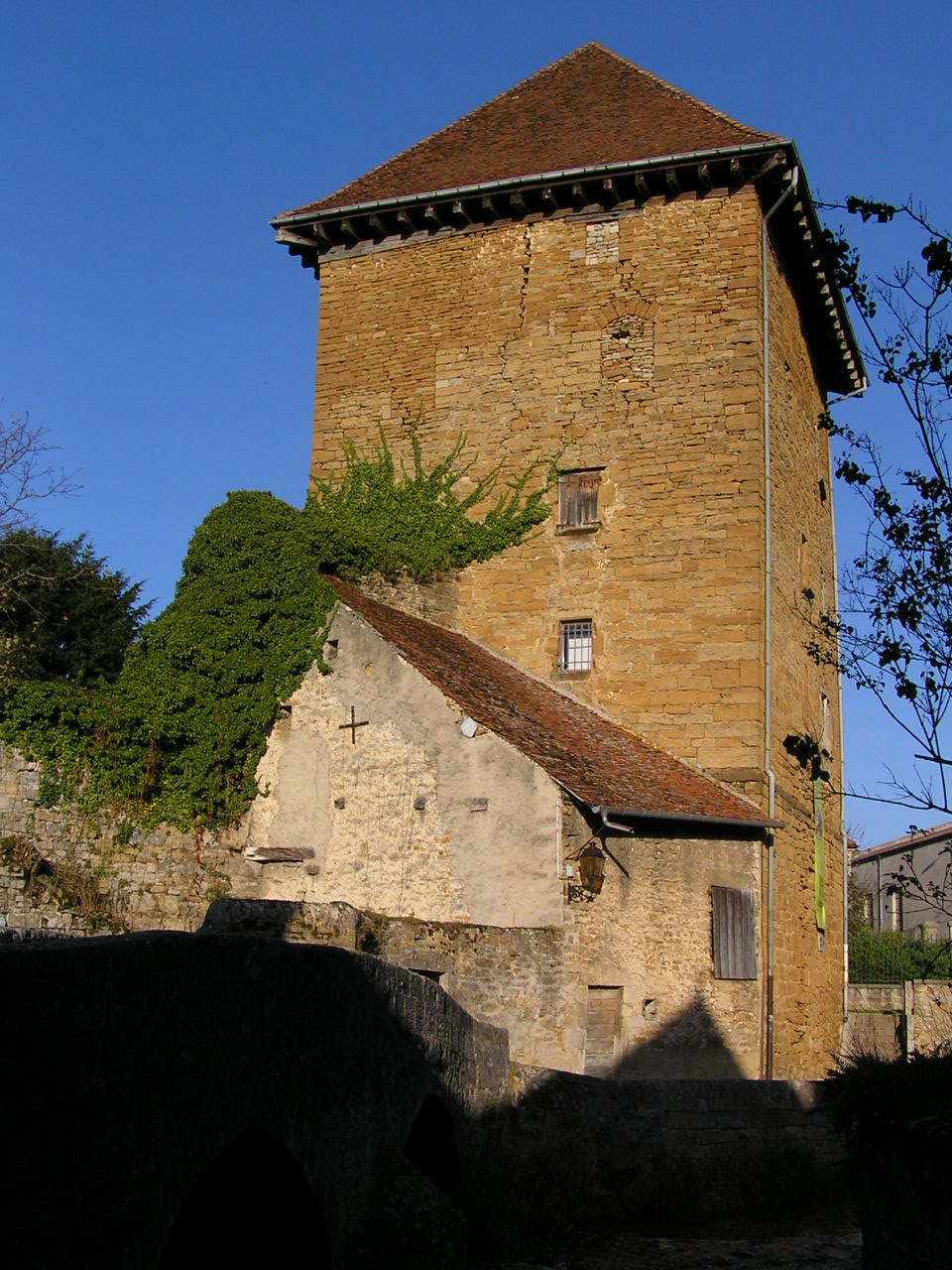
グロリエット塔
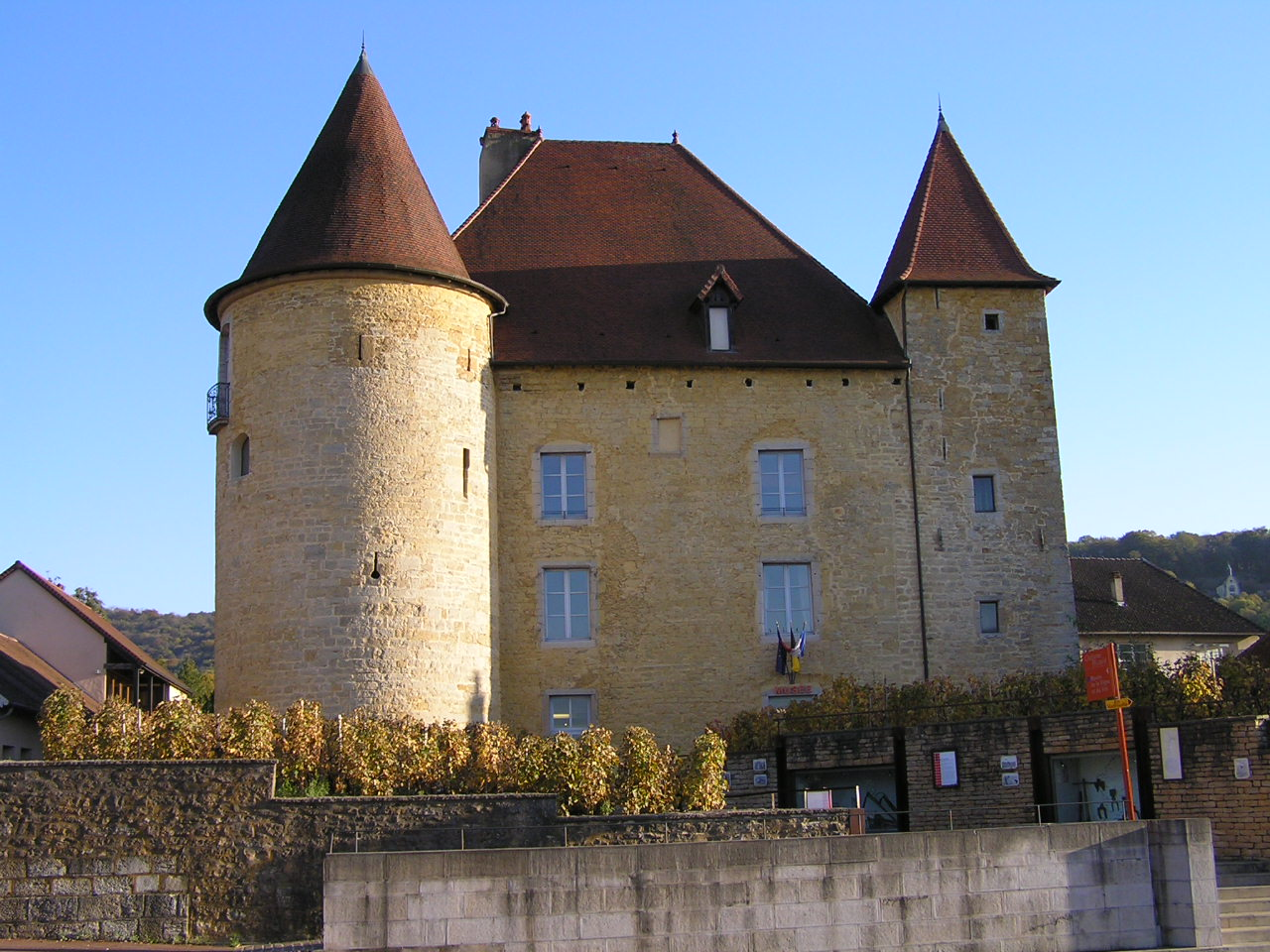
ペコーのシャトー
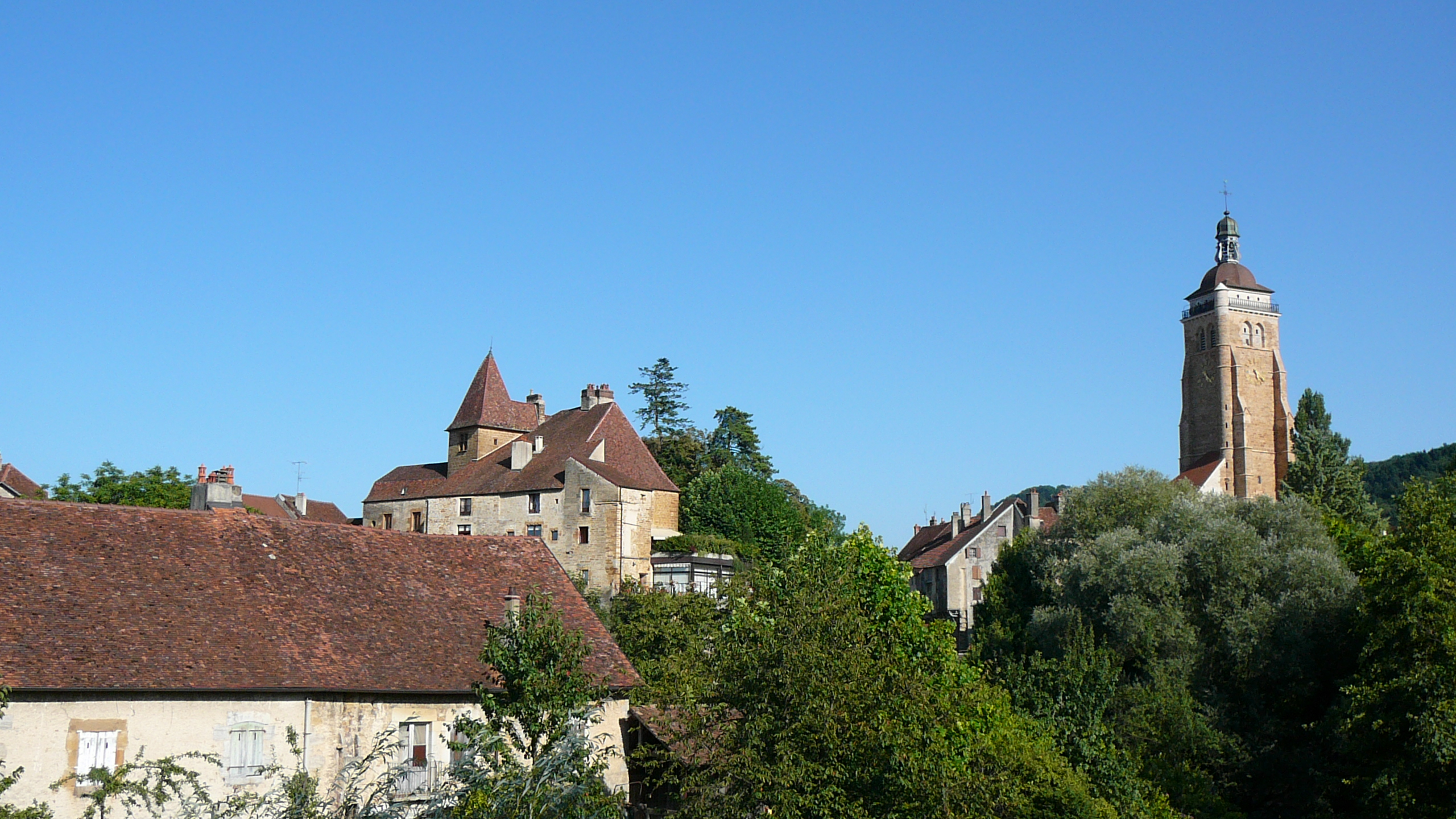
ボンタンのシャトーとサン・ジュスト教会
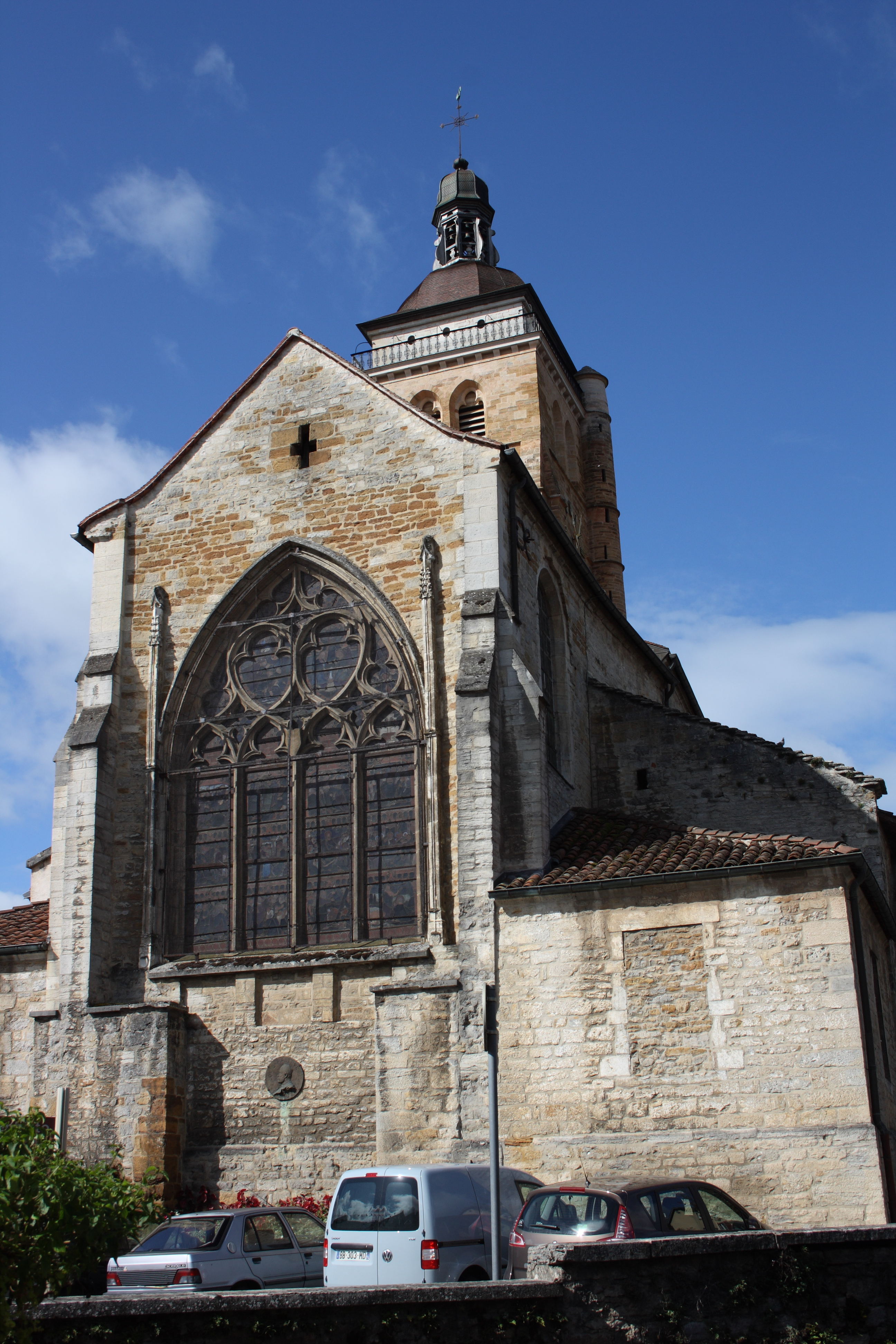
サン・ジュスト教会
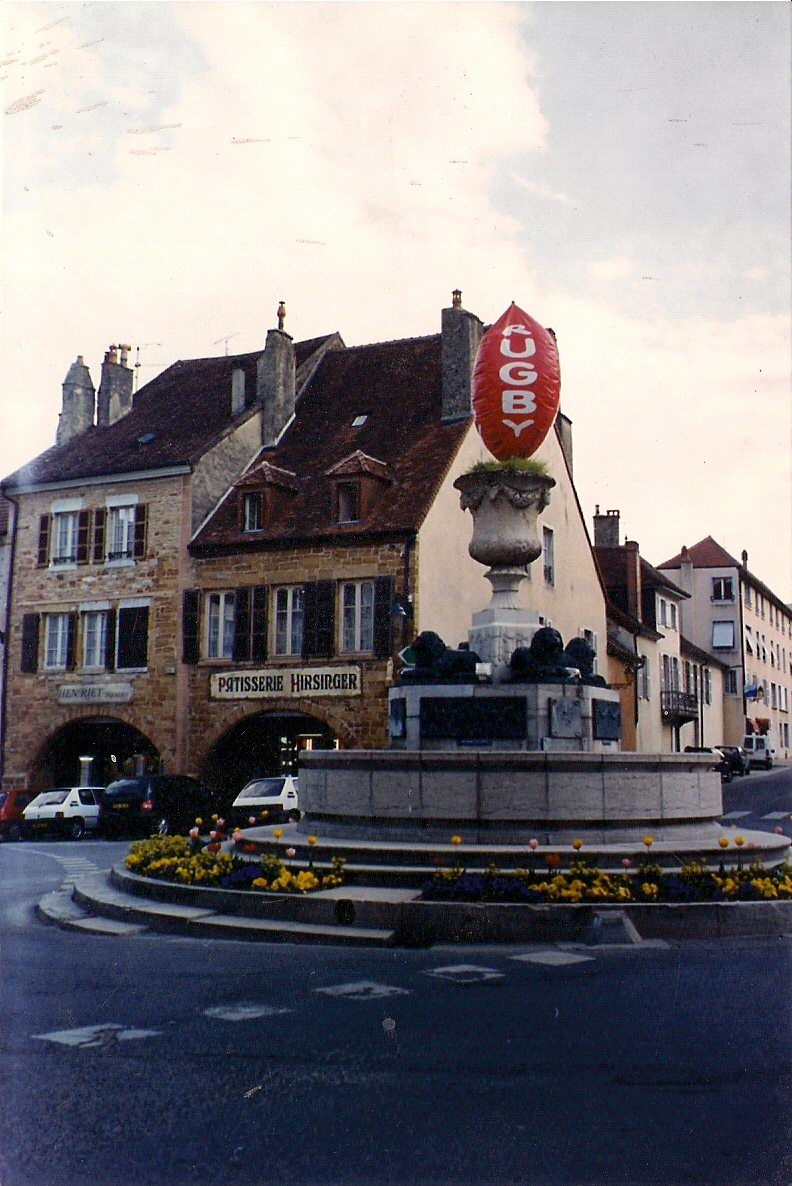
ラ・リベルテ広場
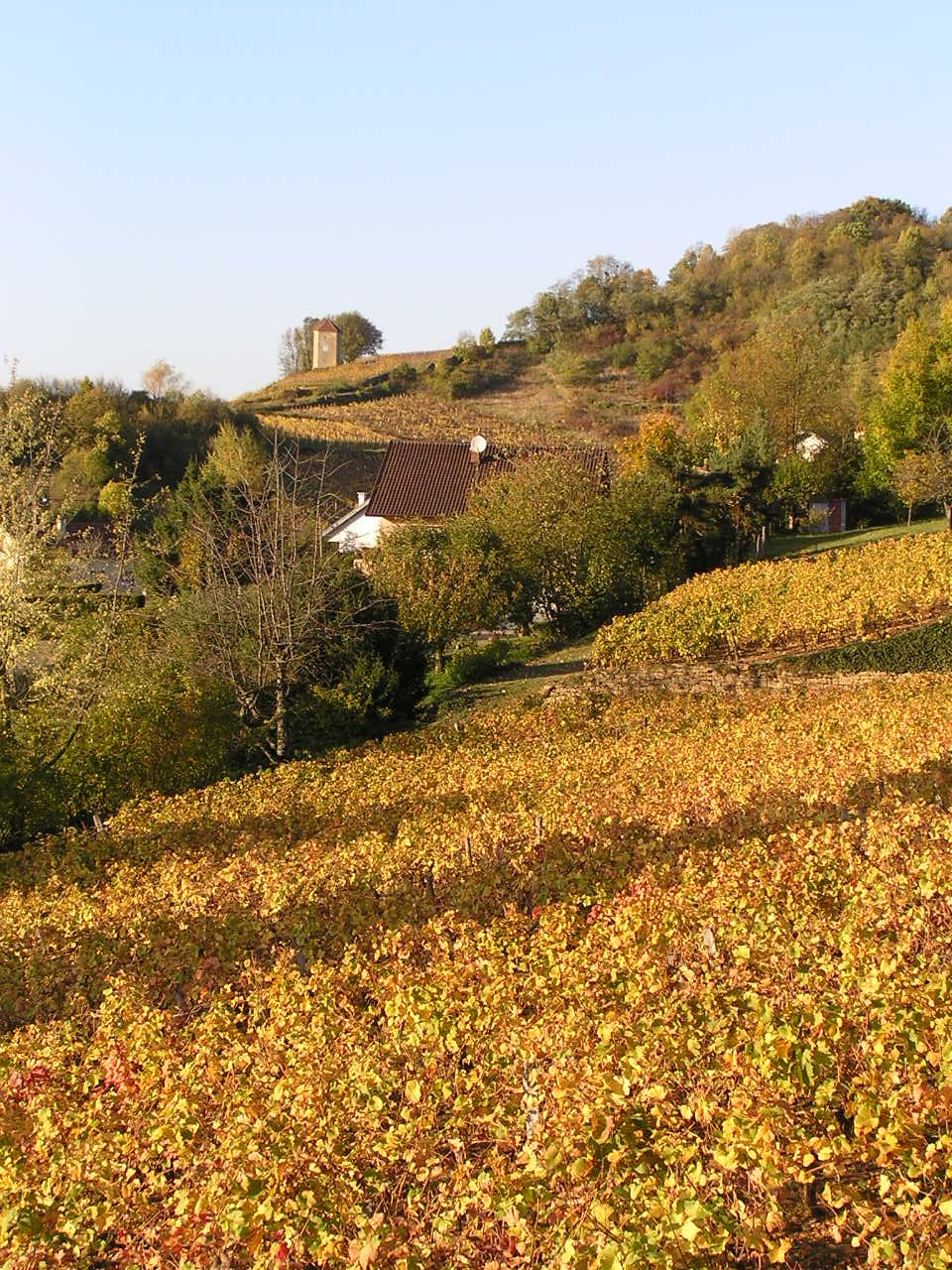
アルボワのブドウ畑
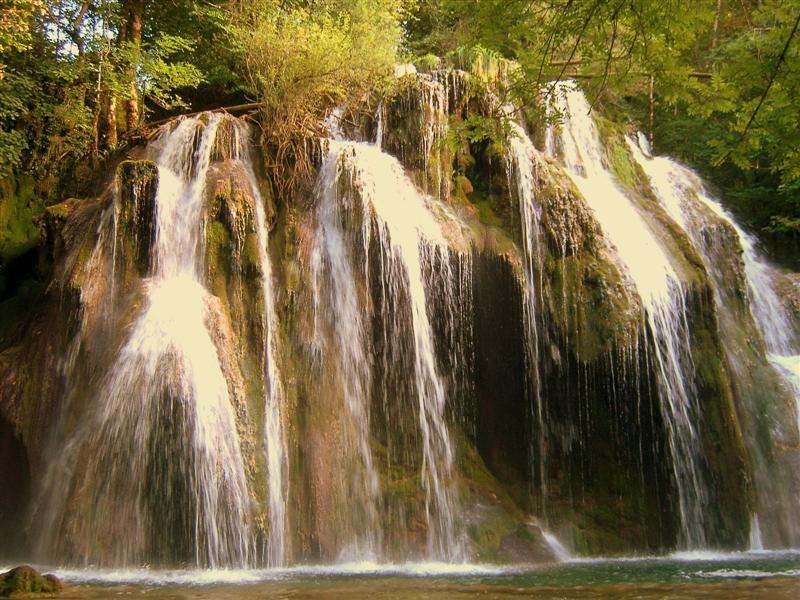
テュフ滝
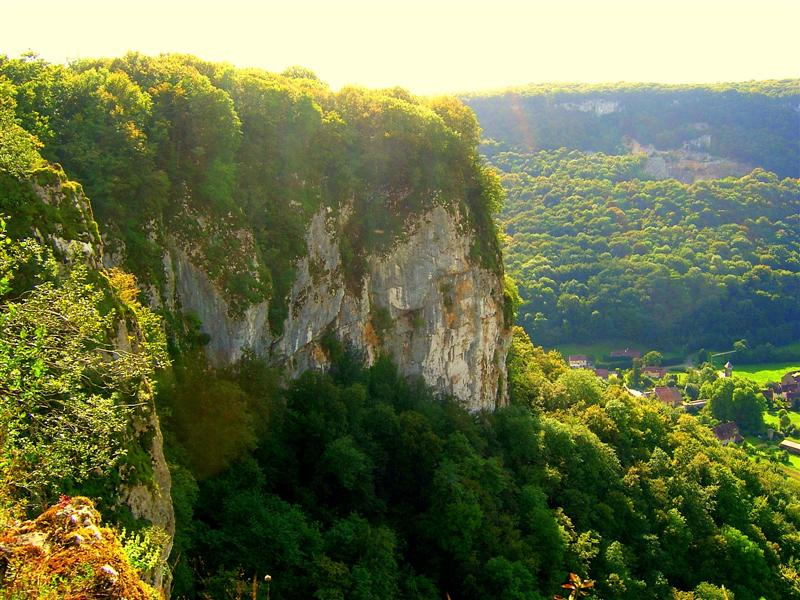
フェール圏谷

## シンボル
アルボワのシンボルは、紋章にも描かれているペリカンで、ピエテ（piété）と呼ばれている。くちばしで自らの心臓を突き刺し、滴る血をひなたちに飲ませているのである。これはキリストを象徴する。アルボワのビウー祭りで演奏するブラスバンドは、シンボルにちなんでペリカンと呼ばれている。

## ゆかりの人物
- ルイ・パストゥール - 医学者。アルボワで少年時代を過ごす。

## 姉妹都市
- ハウザッハ、ドイツ
- ドゥルラ、ブルキナファソ
- パンシウ、ルーマニア